# Kröndlhorn
Kröndlhorn – szczyt w Alpach Kitzbühelskich, paśmie Alp Wschodnich. Leży w Austrii, na granicy między Tyrolem a Salzburgiem.